# Сагунт
Сагунт, Сагунто (валенс. Sagunt, ісп. Sagunto, офіційна назва Sagunt/Sagunto) — муніципалітет в Іспанії, у складі автономної спільноти Валенсія, у провінції Валенсія. Населення — 66 259 осіб (2010).

## Географія
Муніципалітет розташований на відстані близько 300 км на схід від Мадрида, 24 км на північ від Валенсії.
На території муніципалітету розташовані такі населені пункти: (дані про населення за 2010 рік)
- Альмарда: 1515 осіб
- Ель-Баладре: 3197 осіб
- Партіда-де-Гауса: 538 осіб
- Ель-Пуерто: 41406 осіб
- Сагунт: 19161 особа
- Партіда-де-Монтівер: 442 особи

## Демографія
Динаміка населення (INE ):

## Галерея зображень

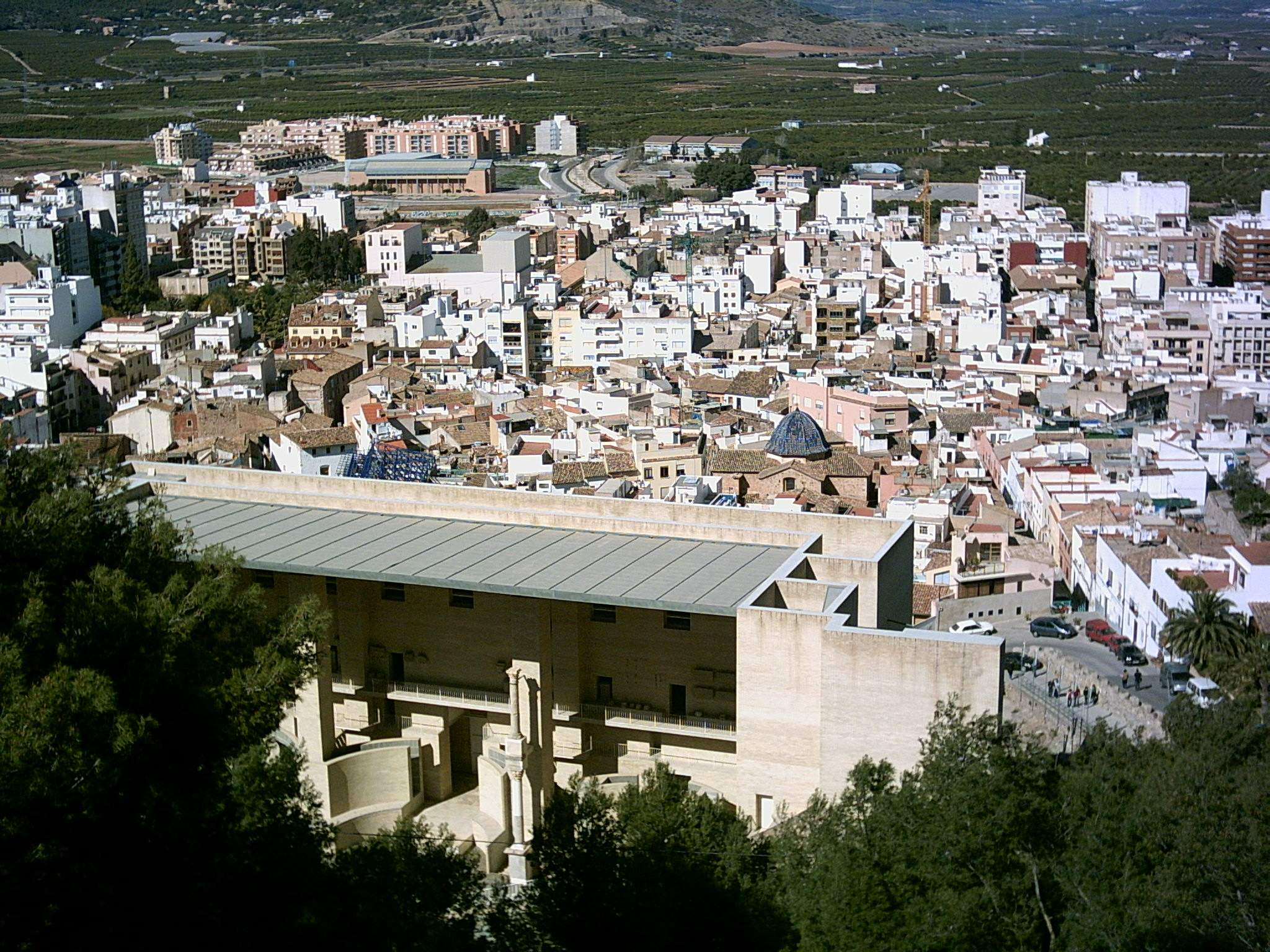
Місто Сагунт, вид з замку
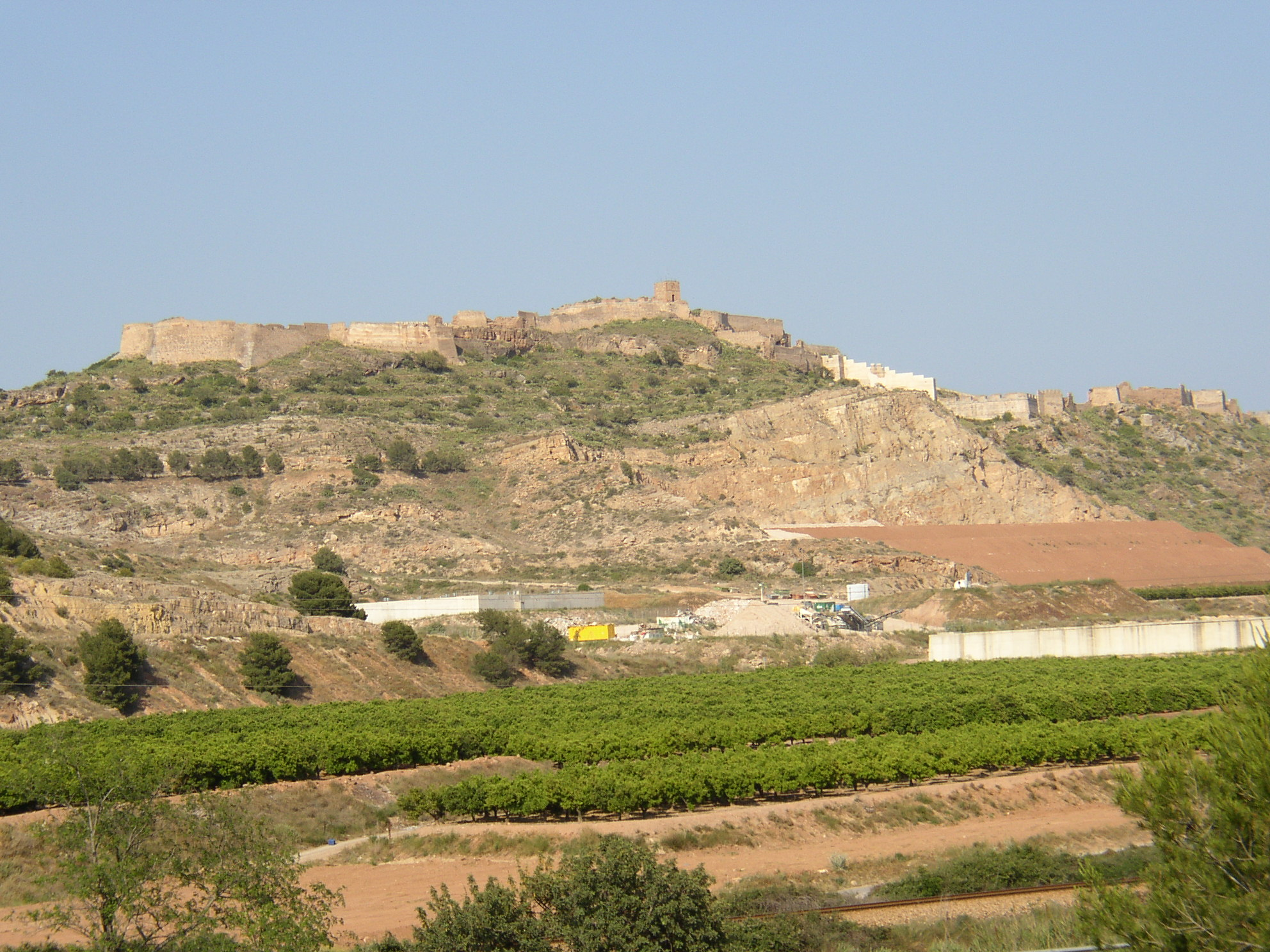
Замок